# Konstantin Gałanszyn
Konstantin Iwanowicz Gałanszyn (ros. Константин Иванович Галаншин, ur. 12 marca 1912 we wsi Gawriłow-Jam w guberni jarosławskiej, zm. 23 grudnia 2011 w Moskwie) – radziecki polityk, minister przemysłu celulozowo-papierniczego ZSRR (1968-1980), członek KC KPZR (1961-1981).
Po ukończeniu w 1930 szkoły fabryczno-zawodowej podjął pracę w elektrociepłowni, 1932-1937 studiował w Uralskim Instytucie Energetyczno-Politechnicznym, po czym został inżynierem w Swierdłowsku (obecnie Jekaterynburg). W 1940 odbył kursy podwyższania kwalifikacji przy Ludowym Komisariacie Przemysłu Elektrycznego ZSRR, od 1944 w WKP(b), 1947-1950 był dyrektorem elektrowni w obwodzie mołotowskim (ówczesna nazwa obwodu permskiego), od czerwca 1950 do listopada 1953 I sekretarz Komitetu Miejskiego WKP(b)/KPZR w Bierieznikach. Od listopada 1953 do stycznia 1956 sekretarz Komitetu Obwodowego KPZR w Mołotowie, od stycznia 1956 do 11 lutego 1960 II sekretarz, a od 12 lutego 1960 do stycznia 1963 I sekretarz Komitetu Obwodowego KPZR w Mołotowie/Permie. Od 31 października 1961 do 23 lutego 1981 członek KC KPZR, od stycznia 1963 do 27 lipca 1968 I sekretarz Przemysłowego Komitetu Obwodowego/Komitetu Obwodowego KPZR w Permie, od lipca 1968 do października 1980 minister przemysłu celulozowo-papierniczego ZSRR, następnie na emeryturze. 1962-1984 deputowany do Rady Najwyższej ZSRR od 6 do 9 kadencji. Pochowany na Cmentarzu Kuncewskim.

## Odznaczenia
- Order Lenina (trzykrotnie - 1962, 1966 i 1972)
- Order Rewolucji Październikowej (1982)
- Order Czerwonego Sztandaru Pracy (1957)